# Apelleas
Apelleas (V secolo a.C. – IV secolo a.C.) è stato uno scultore e bronzista greco antico.

## Biografia
Plinio lo ricorda nel libro XXXIV della Naturalis historia, ma le notizie più importanti per la sua cronologia le fornisce Pausania il Periegeta (Paus., VI, 1) che gli attribuisce la statua di Cinisca, figlia di Archidamo I e sorella di Agesilao II, vincitrice a Olimpia nella corsa con i carri nel 396 e nel 392 a.C.
L'opera si ergeva, a fianco del Troilo di Lisippo, sopra una base in pietra ed era composta dal carro con l'auriga e dalla statua di Cinisca stessa. Si conservano parte della base e parte dell'iscrizione dedicatoria con la firma di Apelleas quale figlio di Kallikles. La stessa firma ci è giunta anche su una seconda base marmorea trovata a Olimpia e databile all'inizio del IV secolo a.C.